# 高知市立旭中学校
高知市立旭中学校（こうちしりつ あさひちゅうがっこう）は、高知県高知市口細山にある公立中学校。

## 沿革
- 開校は1984年（昭和59年）4月。
- 高知市北西部の人口急増に対応するため、高知市立西部中学校、高知市立城西中学校の学区を分割する形で誕生。

## 通学区域
- 高知市立旭小学校区
  - 玉水町
  - 鏡川町
  - 下島町
  - 旭町一丁目
  - 旭町二丁目
  - 旭町三丁目
  - 旭駅前町
  - 赤石町
  - 元町
  - 南元町
  - 旭上町
  - 水源町
  - 本宮町
  - 上本宮町
  - 鳥越
  - 塚ノ原の一部
  - 長尾山町
  - 縄手町
  - 佐々木町の一部
  - 尾立
  - 蓮台
  - 大谷
  - 岩ケ渕
- 高知市立朝倉小学校区
  - 宗安寺
- 高知市立横内小学校区
  - 横内
  - 福井町の一部
  - 佐々木町の一部
  - 塚ノ原の一部
  - 西塚ノ原
  - 口細山

## 制服の混在
- 開校当初の2、3学年は上記2中学校からの転校組。そのため、開校当初は高知市立西部中学校の制服、高知市立城西中学校の制服、そして高知市立旭中学校用として制定された制服の3種類が混在していた。

## アクセス
- 最寄駅:JR高知商業前駅
- バス：とさでん交通旭グリーンヒルズ入口バス停下車徒歩約3分

## 周辺地域
旭グリーンヒルズ、旭北町などニュータウン形式の新興住宅街の他、横内団地、南光台、佐々木町のように新しい住宅街が多く、山や谷を切り開いて形成され標高差が50m以上あるなど起伏に富む地域でありながら、高知市内においても比較的人口集中区域でもある。